# Большая Яръяха
Большая Яръяха (устар. Большая Яр-Яха) — река в России, протекает по Ямало-Ненецкому АО. Устье реки находится в 32 км по левому берегу реки Тыдэоттаяха. Длина реки составляет 35 км. В 1 км от устья справа впадает река Толтъяха.

## Данные водного реестра
По данным государственного водного реестра России относится к Нижнеобскому бассейновому округу, водохозяйственный участок реки — Пур. Речной бассейн реки — Пур.
Код объекта в государственном водном реестре — 15040000112115300061050.